# اصلاحات کانسی
اصلاحات کانسی (به ژاپنی: 寛政の改革, Kansei no kaikaku) مجموعه‌ای از سیاست‌های اقتصادی و فرهنگی بود که همراه با اصلاحات تمپو و اصلاحات کیوهو سه اصلاحات بزرگ دوره شوگون‌سالاری توکوگاوا در دوره ادو، در ژاپن را تشکیل می‌دهند. مجموعه‌ای از تغییرات و سیاست‌های ارتجاعی بود که برای بهبود طیف وسیعی از مشکلات ایجاد شده در اواسط قرن هجدهم (سالهای ۱۷۸۹ تا ۱۸۰۱) در شوگون‌سالاری توکوگاوا ژاپن بود. در پایان، مداخلات شوگون‌سالاری فقط تا حدی موفقیت‌آمیز بود.
ماتسودایرا سادانوبو (۱۷۵۹–۱۸۲۹) در تابستان ۱۷۸۷ به عنوان مشاور ارشد شوگون (روجو) انتخاب شد؛ و در اوایل سال بعد، حکمرانی یازدهمین شوگون توکوگاوا ایه‌ناری آغاز شد. او به عنوان رئیس تصمیم‌گیرنده اداری در سلسله مراتب باکوفو (شوگون‌سالاری)، در موقعیتی بود که تغییرات بنیادی را اعمال کند و اقدامات اولیه او بیانگر یک تفاوت و گسست بزرگی با گذشته بود. ماتسودایرا سادانوبو تلاش کرد تا بسیاری از سیاست‌ها و شیوه‌هایی که تحت رژیم شوگون قبلی، توکوگاوا ایه‌هارو معمول شده بود را معکوس کند. سادانوبو تلاش داشت تا ذخایر برنج باکوفو را افزایش دهد و برای این کار به دایمیو‌ها (امیران محلی) احتیاج داشت. دهقانان را در شهرها تشویق کرد که به روستا برگردند. او سعی کرد سیاست‌هایی را ایجاد کند که اخلاق و صرفه جویی را ارتقا دهد، مانند منع فعالیت‌های عجیب در حومه شهر و مهار فحشای بدون مجوز در شهرها شد. سادانوبو همچنین برخی بدهی‌های دایمیوها را به بازرگانان لغو کرد.
این سیاست‌های اصلاحی را می‌توان به عنوان واکنشی ارتجاعی به افراط و تفریط‌های روجوی قبلی، تانوما اوکیتسوگو (۱۷۱۹–۱۷۸۸) تفسیر کرد. سهل‌گیری در سیاست ساکوکو (سیاست «درهای بسته» ژاپن برای کنترل دقیق بازرگانان خارجی) معکوس شد و ارتباط کشور با خارج بیش از پیش مسدود شد. سیاست آموزش در سال ۱۷۹۰ از طریق «فرمان منع آموزش‌های متفرقه کانسی» (寛政異学の禁 kansei igaku no kin) تغییر یافت که آموزش نئوکنفوسیانیسم چو هسی را به عنوان فلسفه رسمی کنفسیوس‌گرایی ژاپن اجباری می‌کرد.

## معنی نام
نام اصلاحات به دوره کانسی (دوره) و نام عصر ژاپنی اشاره دارد که در طی سال‌های ۱۷۸۹ تا ۱۸۰۱، بعد از دوره تنمی و قبل از کیووا ادامه داشته‌است.